# Spinotarsus johnsensis
Spinotarsus johnsensis är en mångfotingart som beskrevs av Kraus 1960. Spinotarsus johnsensis ingår i släktet Spinotarsus och familjen Odontopygidae. Inga underarter finns listade i Catalogue of Life.